# Veronika Jenčová
Veronika Jenčová (* 24. März 2004) ist eine tschechische Skispringerin.

## Werdegang
Veronika Jenčová startete erstmals auf internationaler Ebene im Rahmen von fünf Wettbewerben des Alpencups am 7. bis 12. August 2017 in Klingenthal, Pöhla und Bischofsgrün, wo sie als bestes Ergebnis einen 16. Platz belegte. Seitdem folgten weitere Wettbewerbsteilnahmen. Ihre erste Podestplatzierung im Alpencup erreichte sie mit Platz zwei am 13. September 2020 in Berchtesgaden. Nachdem sie bei zwei Wettbewerben Anfang 2019 in Planica jeweils disqualifiziert wurde, startete Jenčová am 8. und 9. Februar 2020 in Brotterode erstmals im Continental Cup; hier erreichte sie mit den Plätzen 17 und 18 zugleich ihre ersten Top-30-Platzierungen und damit ihre ersten Continental-Cup-Punkte. Am 15. August 2020 debütierte Jenčová in Frenštát pod Radhoštěm im Sommer-Grand-Prix, wo sie den 18. Platz belegte.

## Statistik

### Weltcup-Platzierungen
| Saison  | Platz | Punkte |
| ------- | ----- | ------ |
| 2023/24 | 58.   | 001    |

### Grand-Prix-Platzierungen
| Saison | Platz | Punkte |
| ------ | ----- | ------ |
| 2020   | 18.   | 013    |
| 2024   | 41.   | 016    |

### Continental-Cup-Platzierungen
| Saison  | Platz | Punkte |
| ------- | ----- | ------ |
| 2019/20 | 79.   | 027    |
| 2021/22 | 72.   | 053    |

### Intercontinental-Cup-Platzierungen
| Saison  | Platz | Punkte |
| ------- | ----- | ------ |
| 2023/24 | 17.   | 230    |
| 2024/25 | 90.   | 039    |